# Örs ören
Örs ören är klippor i Finland. De ligger i kommunen Kimitoön i landskapet Egentliga Finland, i den södra delen av landet, 160 km väster om huvudstaden Helsingfors. Örs ören ligger 2 meter över havet.
Terrängen runt Örs ören är mycket platt.  Det finns inga samhällen i närheten. 